# Englischer Garten (Meiningen)
Der Englische Garten ist ein Landschaftspark im Zentrum der südthüringischen Kreisstadt Meiningen. Er ist einer der ältesten und sehenswertesten innerstädtischen Landschaftsparks in Deutschland.
Herzog Georg I. von Sachsen-Meiningen ließ ab 1782 den heute unter Denkmalschutz stehenden Park nördlich der historischen Altstadt anlegen. Er gehört zu den wenigen Parkanlagen in Deutschland, die dem ursprünglichen Ideal eines englischen Landschaftsparks noch gerecht werden. So wurde Anfang 2007 vom englischen Landschaftsarchitekten Michael Dane ein Rahmenplan zur Erhaltung und Sanierung des Parks erarbeitet, der in den nächsten Jahrzehnten so weit wie möglich umgesetzt werden soll.

## Lage
Mit rund 12 Hektar bildet der Englische Garten den geografischen Mittelpunkt der bebauten Fläche von Meiningen. Der nahezu rechteckig angelegte Park wird von vier repräsentativen, mit Villen und Großbauten gesäumten Straßenzügen umschlossen. Während im Osten die Lindenallee, im Süden die Marienstraße und im Norden die Charlottenstraße direkt an den Park grenzen, sind die Gebäude der westlich gelegenen Bernhardstraße teilweise in die Parklandschaft integriert. Das Große Palais hat aus diesem Grund nicht nur zur Straßenseite, sondern auch zur Parkseite eine reich verzierte Fassade und dessen Garten geht allmählich in der Park über. Die Rückfront des Staatstheaters Meiningen wurde mit der vom Brand verschonten Straßenfront des 1908 abgebrannten Hoftheaters stilisiert und fügt sich so ansehnlich in den Park ein.

## Der Park
Die Parklandschaft ist leicht hügelig und steigt Richtung Osten und Lindenallee etwas an. In ihr befinden sich mit dem Großen Teich (Eisteich) und dem Kleinen Teich (Schwanenteich) zwei künstlich angelegte Gewässer, die mit einem Kanal verbunden sind. Die Teiche haben drei kleine Inseln, auf denen Grabmale für Mitglieder der Meininger Herzogsfamilie errichtet wurden. Mehrere Brücken überspannen den Kanal und die Wasserzuläufe. Auf einem Hügel, dem „Schirm“, befindet sich das Denkmal für Jean Paul. Zwei Hauptwege und zahlreiche Verbindungs- und Spazierwege erschließen den Park für seine Besucher. Der Baumbestand im Park belief sich im Jahr 2007 auf 792 Großbäume.
Im Englischen Garten existieren mehrere Sichtachsen, so zwischen der ehemaligen Meierei und dem Großen Palais, zwischen der Meierei und dem Großen Teich und den künstlichen Ruinen und eine zwischen Herzoglicher Gruftkapelle und Großem Palais.

## Geschichte

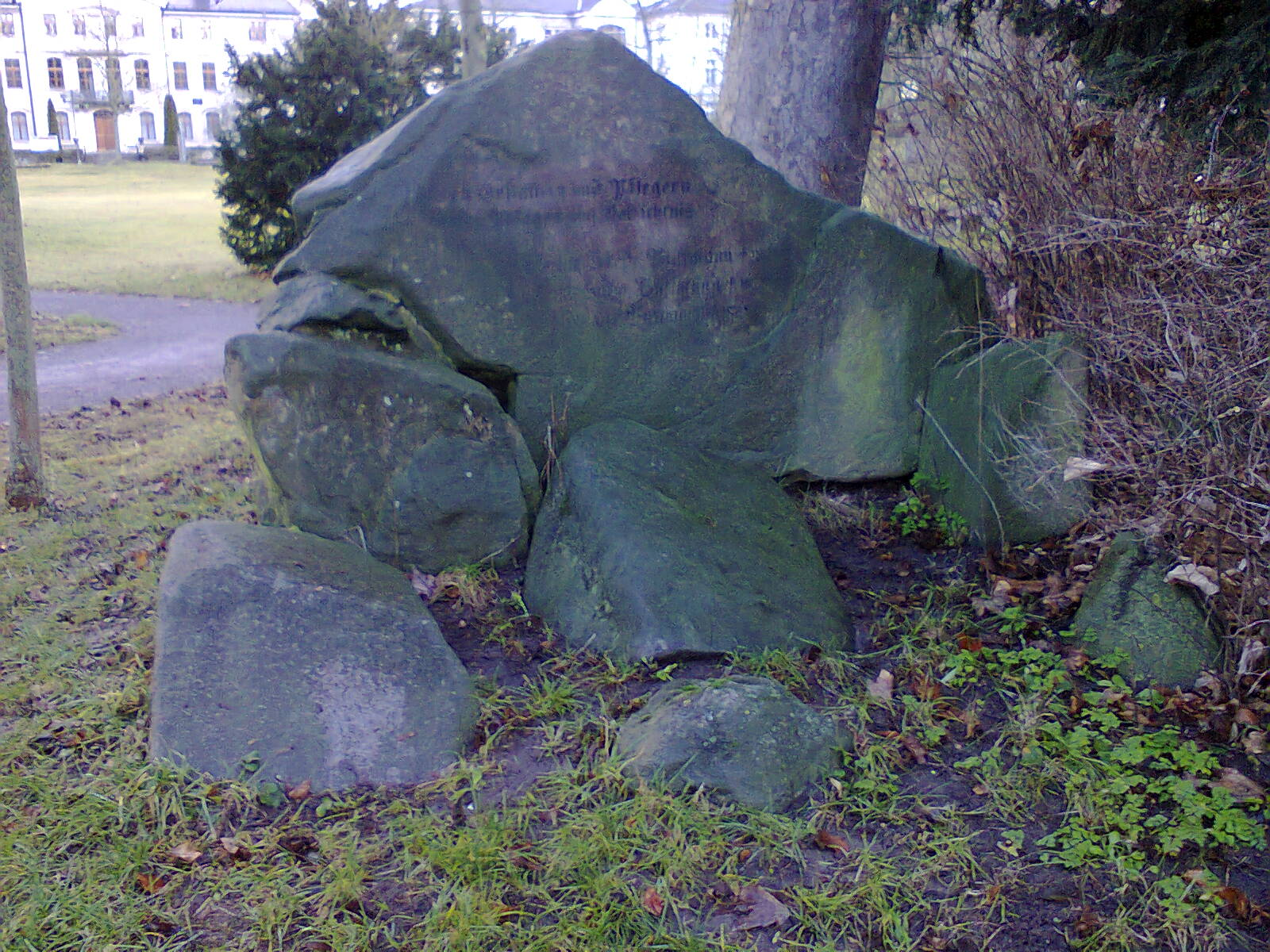
Gedenkstein für die Hofgärtnerfamilie Buttmann

Herzog Georg I. ließ ab 1782 den Englischen Garten nördlich der heutigen Altstadt anlegen. Ein namentlich nicht mehr bekannter englischer Landschaftsgärtner schuf die ersten Risse für den geplanten Landschaftspark, der zunächst nur die nördliche Hälfte der heutigen Parkanlage einnahm. Als erstes wurde der Große Teich angelegt und das Gelände modelliert. Der erste angestellte Gärtner war dann ab 1784 August Daniel Zocher. Eine 1787 Jahre errichtete Meierei musste etwa zehn Jahre später ihren Betrieb wieder aufgeben. Weiter entstanden in den ersten Jahren eine Reihe von Kleinarchitekturen, die dem Zeitgeist entsprechend zum Verweilen einladen sollten. Dies waren unter anderem die „Eremitage“ (1783), das „Blaue Haus“, die „Fischerhütte“, der im asiatischen Stil gebaute „Tempel der Harmonie“ (1795) und die Orangerie (1795). Mit Ausnahme der Orangerie verschwanden im Laufe des 19. Jahrhunderts alle Gebäude wieder.
Ab 1789 errichtete Architekt Johann Andreas Schaubach am damaligen Haupteingang an der Westseite (heute Kreuzung Bernhardstraße/Leipziger Straße) künstliche Ruinen einer Burg im gotischen Stil sowie Brücken und Grotten, die bis heute nahezu unverändert erhalten sind. In den Folgejahren wurde der Park südwärts bis zur Altstadt erweitert und der Haupteingang befindet sich seitdem am Übergang zur Altstadt. Im Frühjahr 1796 weilte in Meiningen der bekannte Landschaftsgestalter Joseph Ramée, der einige Gestaltungs- und Baumaßnahmen durchführte. Den Gärtner Zocher, der ab 1803 die Gestaltung des Altensteiner Parks in Liebenstein oblag, löste in drei folgenden Generationen die Hofgärtnerfamilie Buttmann (Siegmund Friedrich B., Karl Ludwig B. und Theodor B.) ab. Nach etwa 20 Jahren nach der Parkgründung war die bis heute bestehende Grundanordnung des Parks mit Teichen, künstlichen Ruinen, Brücken und Wegen fertiggestellt. Im Laufe des 19. Jahrhunderts wurde der Park von der wachsenden Stadt komplett umschlossen.
In 1820er und 1830er Jahren verringerte sich entlang der Bernhardstraße die Parkfläche etwas durch die Errichtung einiger Großbauten wie Hoftheater und Großes Palais. Ab 1835 wurden mehrere Zierbrunnen errichtet. Eine durchgehende gerade Achse im Park bildete die 1838 gebaute Kaiserallee (heute Lindenallee). Die breite, vierreihig mit Linden bepflanzte Straße ist seit dem Bau der Werrabahn 1856 die östliche Begrenzung der Parkanlage. Die einst östlich der Allee anschließenden Teile des Parks mit der Hofgärtnerei fielen der Werrabahn mit Bahnhof zum Opfer. Die Hofgärtnerei verlegte man 1858 östlich der Bahnanlagen in den heutigen Stadtteil Schafhof. Dort errichtete man des Weiteren eine neue Orangerie mit Palmenhaus. Der Hofgärtner Theodor Buttmann nahm in dieser Zeit mit dem Anlegen von Baumgruppen, Wiesen und Sichtachsen die endgültige bis heute bestehende floristische Gestaltung des Englischen Gartens vor. 1894 wurde der bereits 1841 aufgegebene alte Friedhof mit der herzoglichen Gruftkapelle in die Parklandschaft integriert, dessen Größe seitdem unverändert ist.
1920 wechselte der Englische Garten vom herzoglichen in den städtischen Besitz. Während der DDR-Zeit wurde der Park in Goethepark umbenannt, weil einerseits „Englischer Garten“ zu feudal klang und andererseits man den Park fälschlicherweise mit Johann Wolfgang von Goethe in Verbindung brachte. Goethe weilte zwar oft dienstlich in Meiningen, nahm aber auf die Gestaltung des Parks keinerlei Einfluss. 1990 bekam der Park seinen ursprünglichen Namen zurück und in den folgenden Jahren entfernte man in den Jahrzehnten zuvor errichtete Bauwerke, die nicht zum Erscheinungsbild der Parklandschaft gehören. In der Nordwestecke wurde in den 1995 das neue Kulissenhaus für das Staatstheater erbaut. Eine umfangreiche Sanierung erfuhr 2015 die Denkmalanlage „Johannes Brahms“. 2016 erhielt der Große Teich eine neue Fontäne und ab 2017 sanierte man eine Reihe von Haupt- und Nebenwegen.

Ansichten des Englischen Gartens
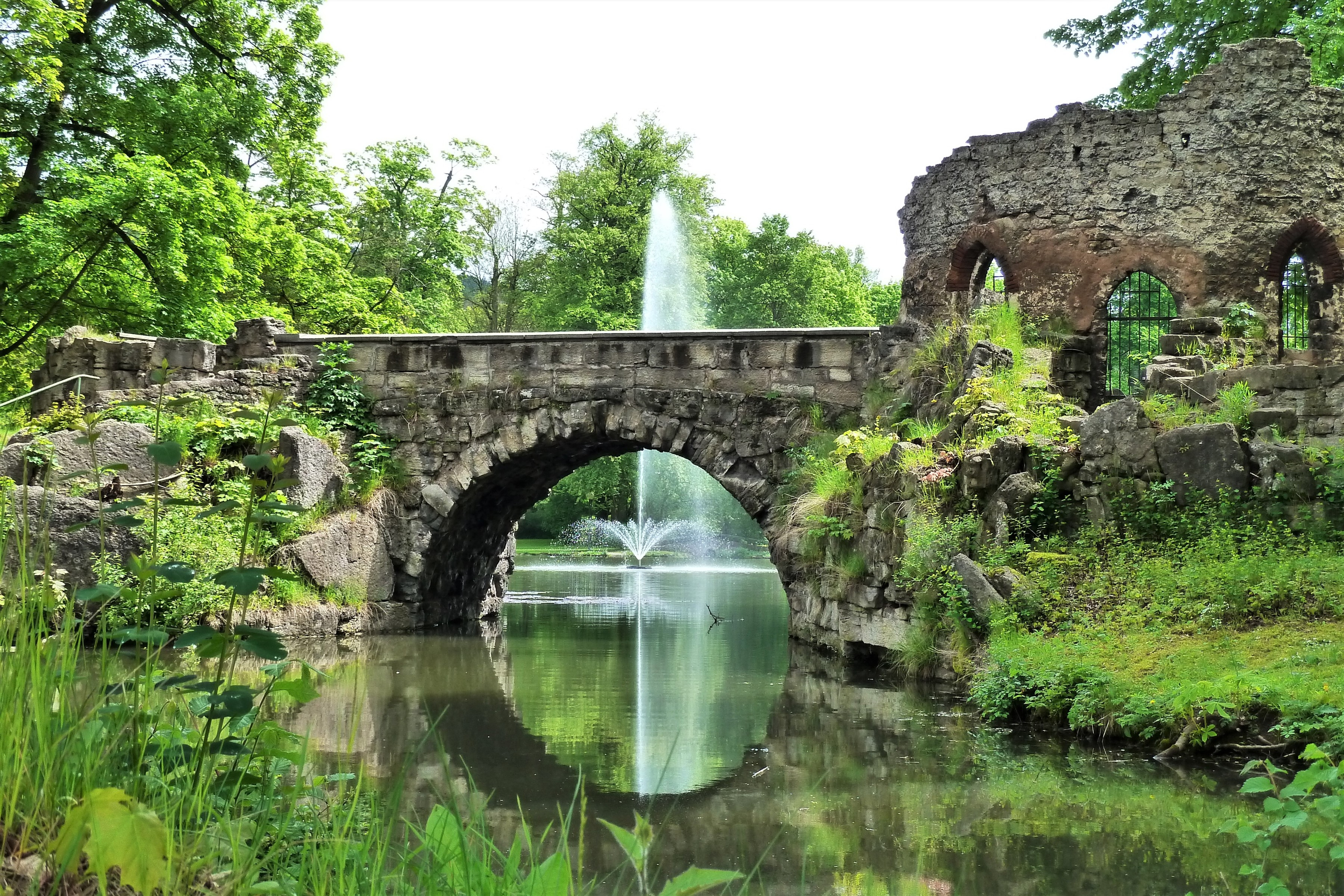
Künstliche Ruinen und Fontäne
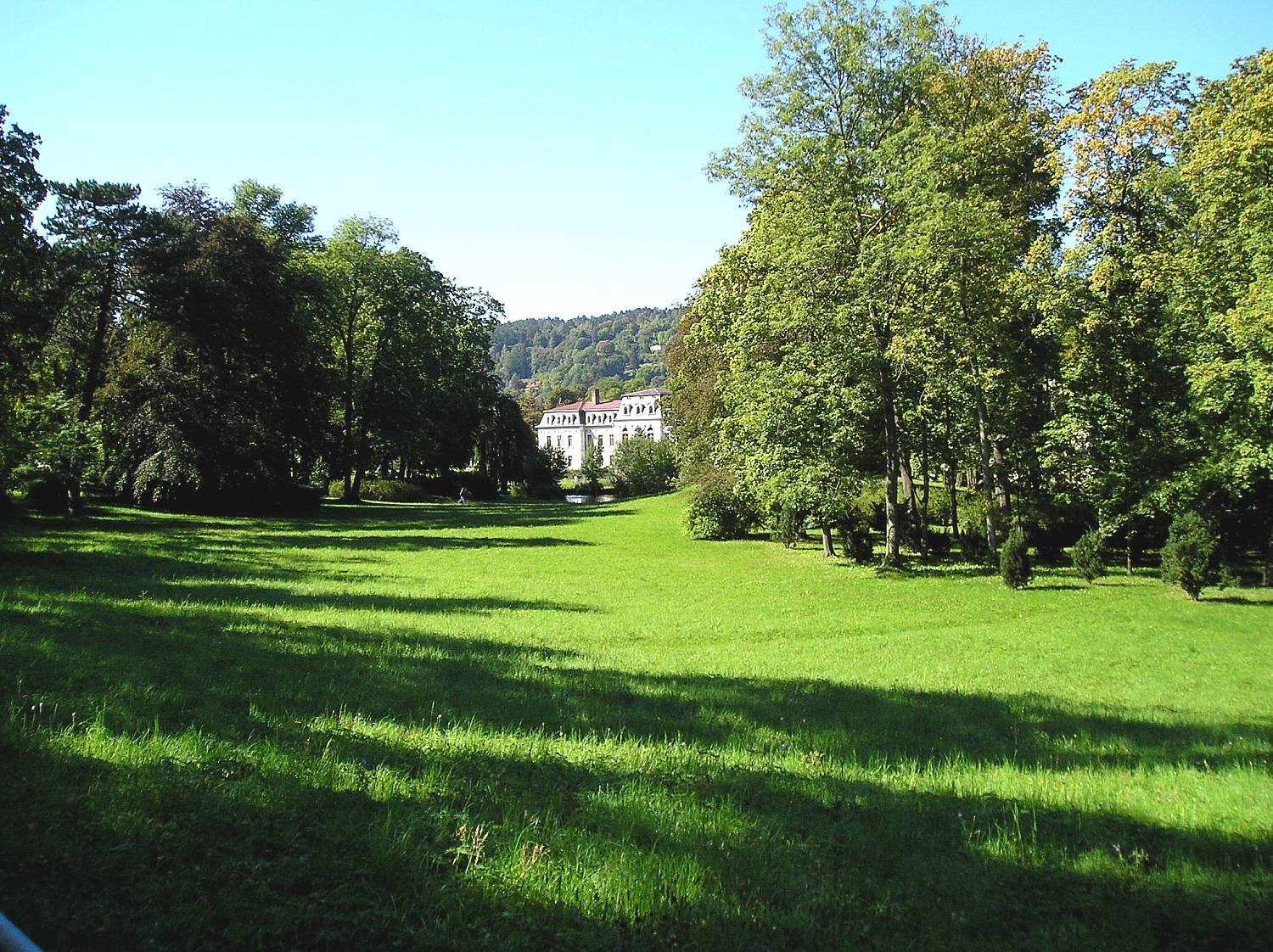
Sichtachse zum Großen Palais
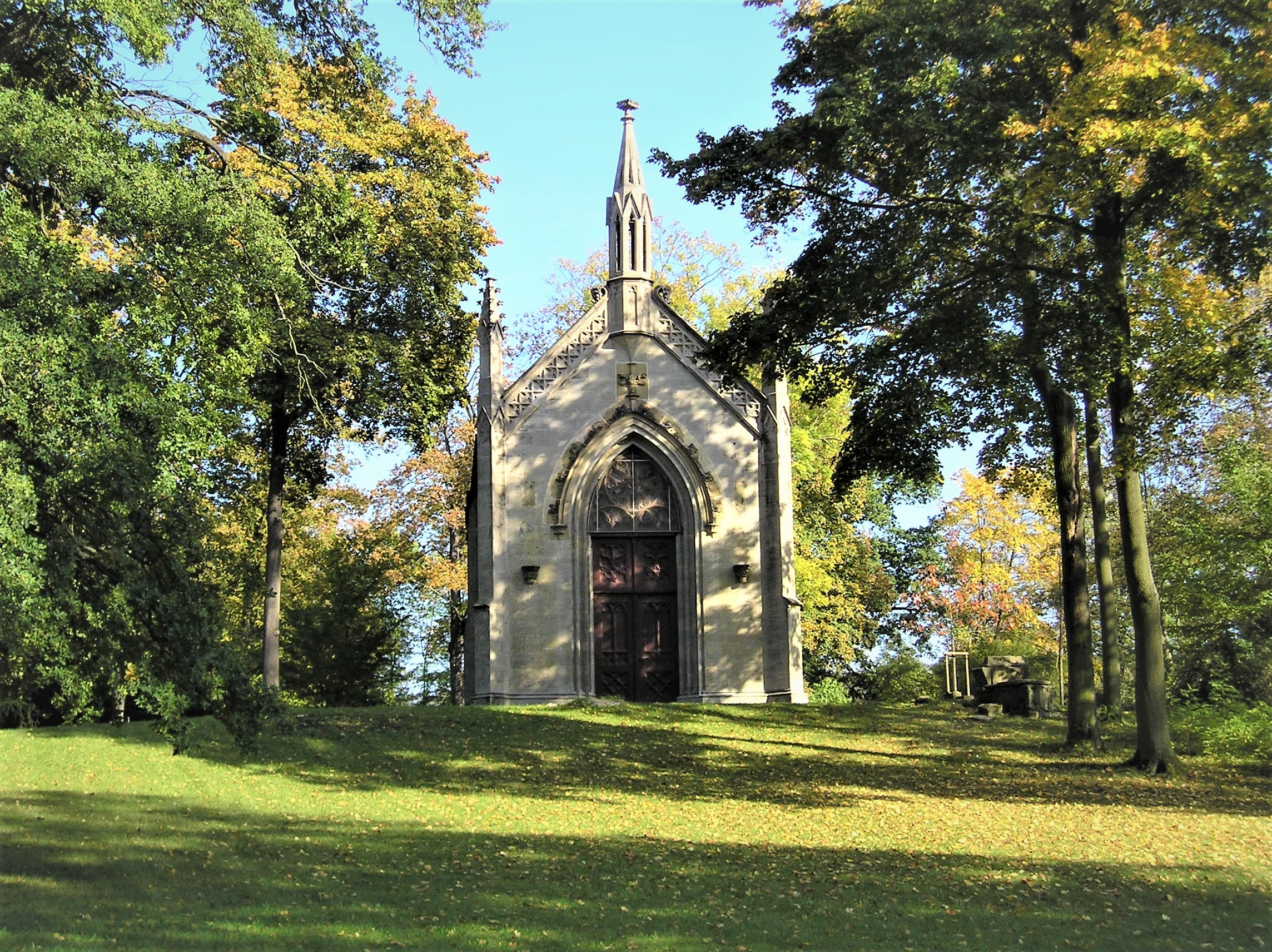
Herzogliche Gruftkapelle
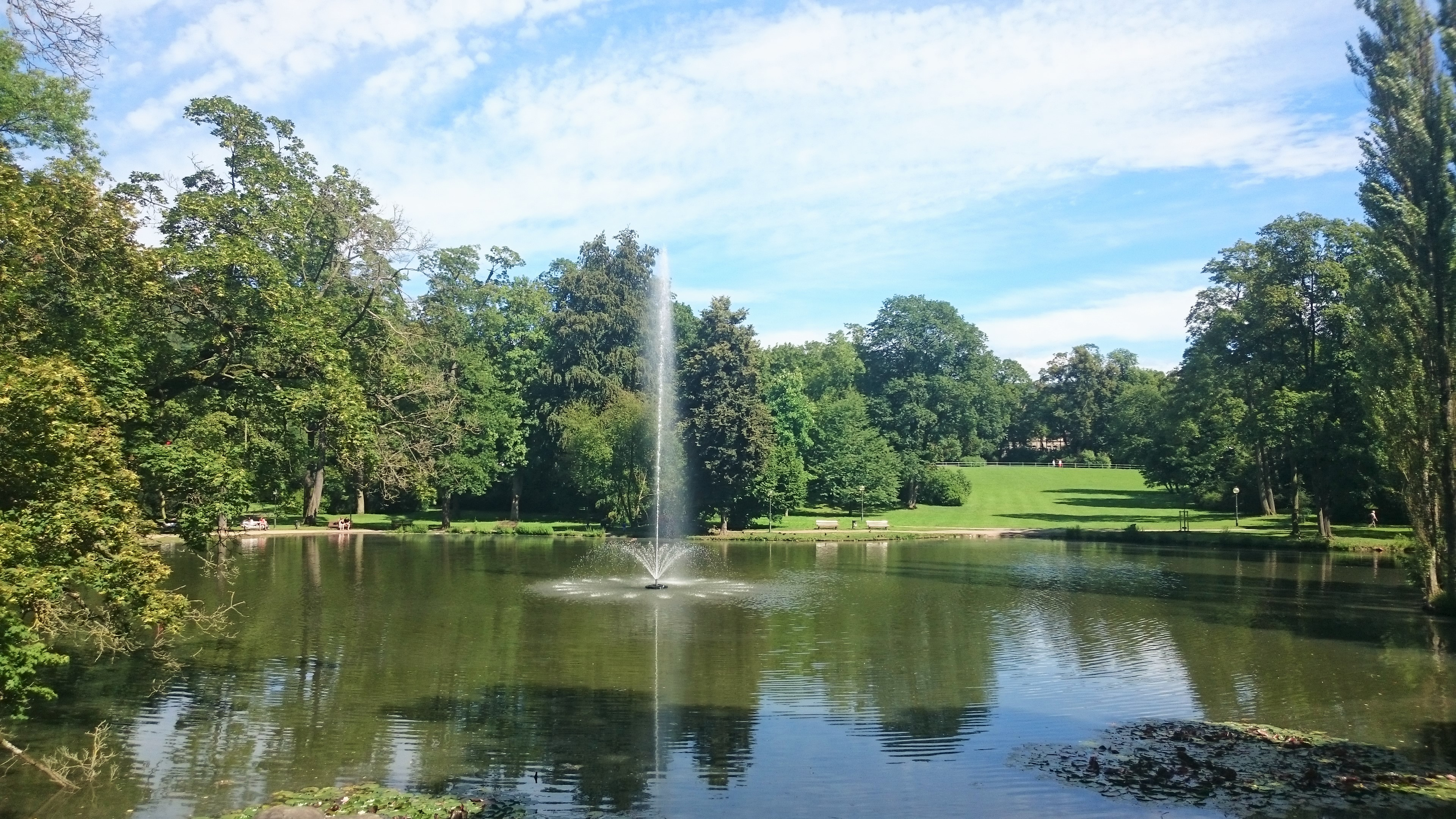
Großer Teich (Eisteich) mit Fontäne

## Bauten, Brunnen und Denkmäler
Im südlichen Parkteil findet der Besucher die Herzogliche Gruftkapelle, erbaut 1839 von August Wilhelm Döbner im neugotischen Stil, und Grabstätten des alten Friedhofs. Die Kapelle, einst Ruhestätte der herzoglichen Familie, beherbergt heute eine Ausstellung zur Geschichte des Parks. Das 1995 neuerbaute Kulissenhaus und das Restaurant des Theaters prägen den westlichen Teil. Zum Englischen Garten gehören weiter künstliche Ruinen einer gotischen Burg.
Als Brunnen sind der „Schwanenbrunnen“ (1835), der „Fischknabenbrunnen“ (1858), die beiden Brunnen der „Brahms-Denkmalanlage“ (1899) und der vom Bildhauer Robert Diez geschaffene „Bechsteinbrunnen“ (1909) zu nennen. Der Letzte ist dem Märchendichter Ludwig Bechstein gewidmet.
Für die Hofgärtnerfamilie Buttmann, namentlich Siegmund Friedrich Buttman, Karl Ludwig Buttmann und Theodor Buttman, ließ das Herzoghaus einen Gedenkstein an einem Hauptweg nördlich des Großen Teiches errichten. Auf dem Gelände des ehemaligen Friedhofs sind noch zahlreiche Grabmäler erhalten, unter anderem das vom Stenografen Friedrich Mosengeil. Im Park befinden sich des Weiteren Denkmale für Jean Paul (errichtet 1865), Max Reger (1937) und die erste in Deutschland für Johannes Brahms erbaute Denkmalanlage (1899). 1949 zerstörten Bilderstürmerei teilweise das Kriegerdenkmal aus dem Deutsch-Französischen Krieg von 1870/71 (errichtet 1878 von Erwin Theodor Döbner), dessen Säule krönenden bronzenen Preußischen Adler man herunterriss und das Denkmal für Herzog Bernhard II. (1903), dessen überlebensgroße Statue vom Sockel entfernt wurde. In den 1950er Jahren weihte die Vereinigung der Verfolgten des Naziregimes einen Gedenkstein mit einem Kopfrelief von Ernst Thälmann zu Ehren der Opfer des Faschismus ein. Das jüngste Denkmal mit Standort neben dem Theater errichtete man in den 2000er Jahren für den Dirigenten und Komponisten Hans von Bülow.

Brunnen und Denkmale
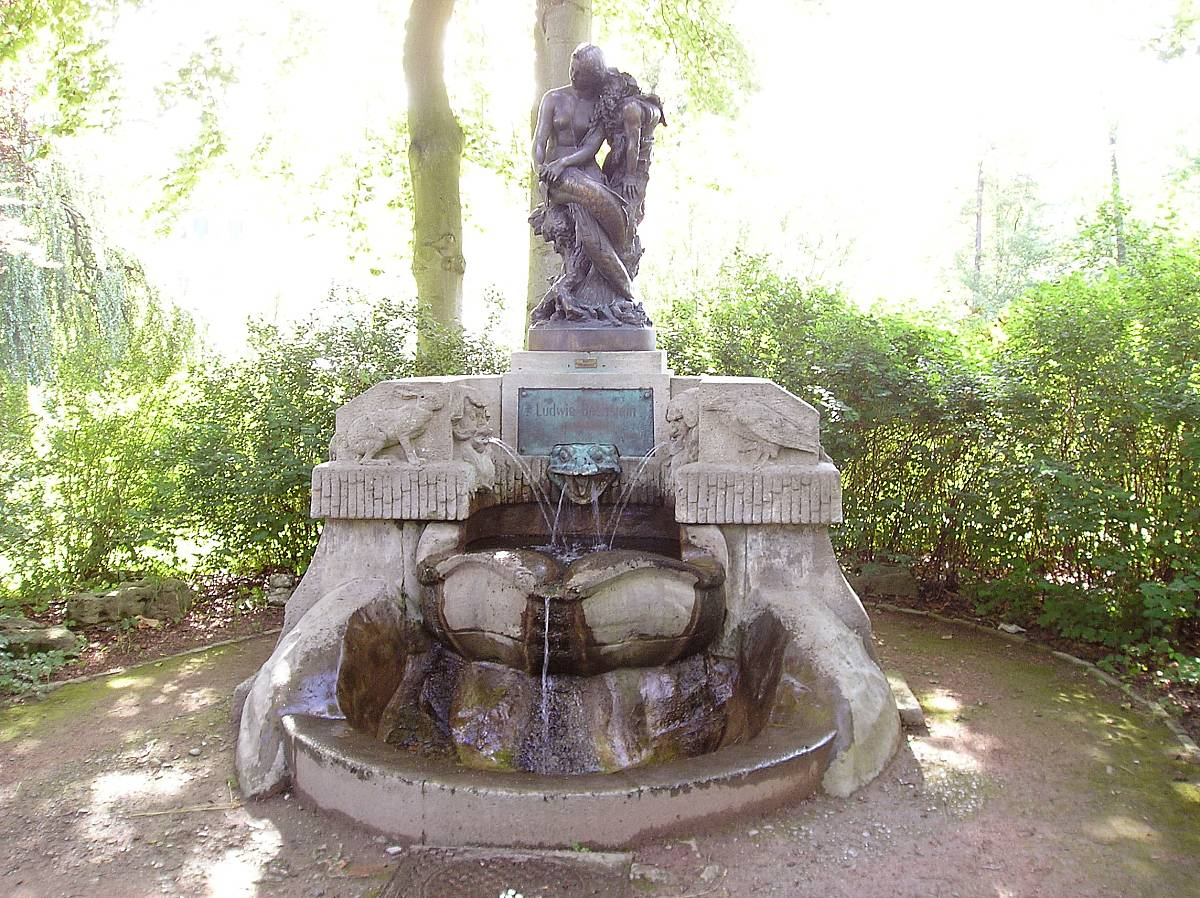
Der Bechsteinbrunnen
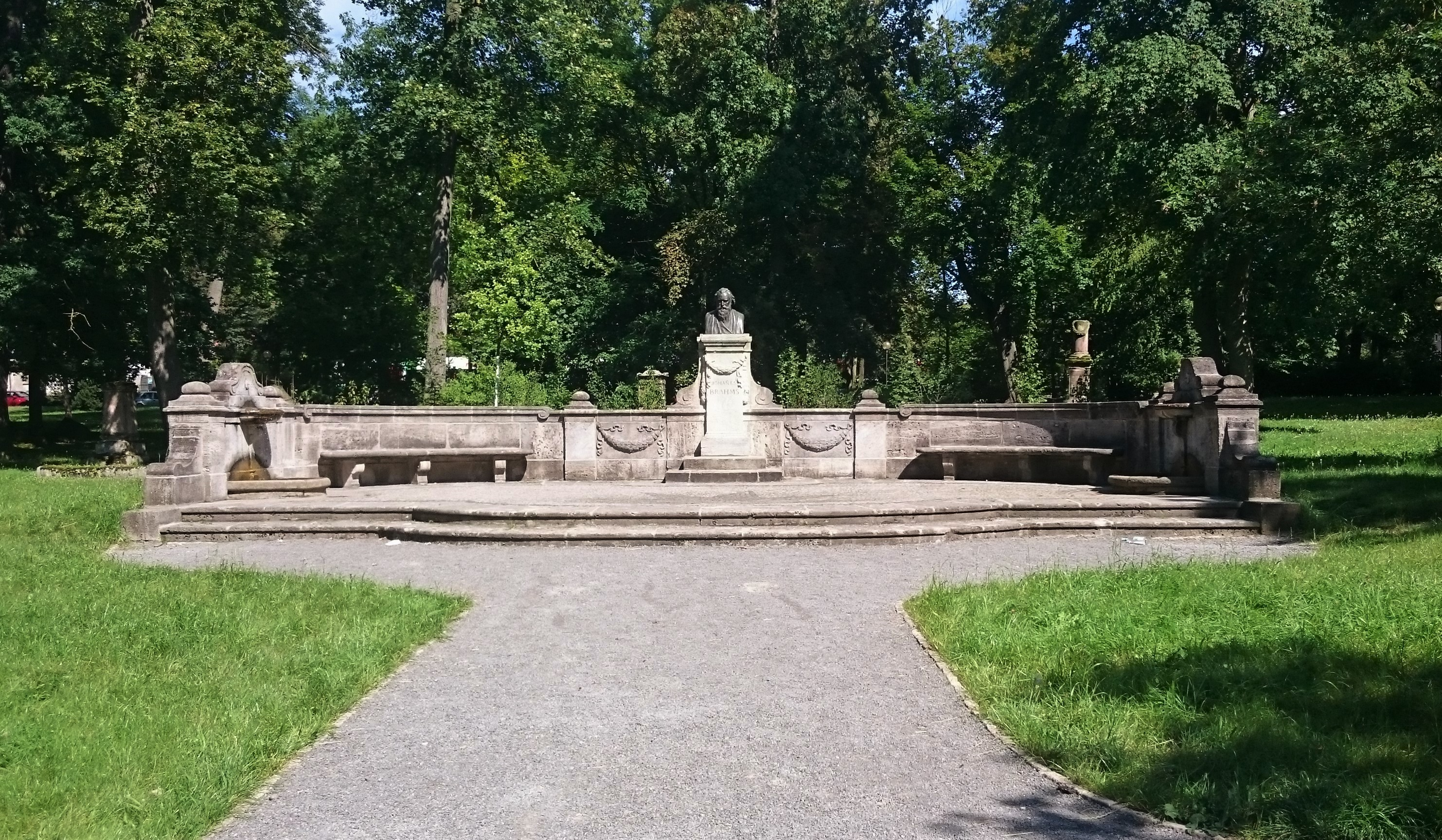
Denkmalanlage „Johannes Brahms“
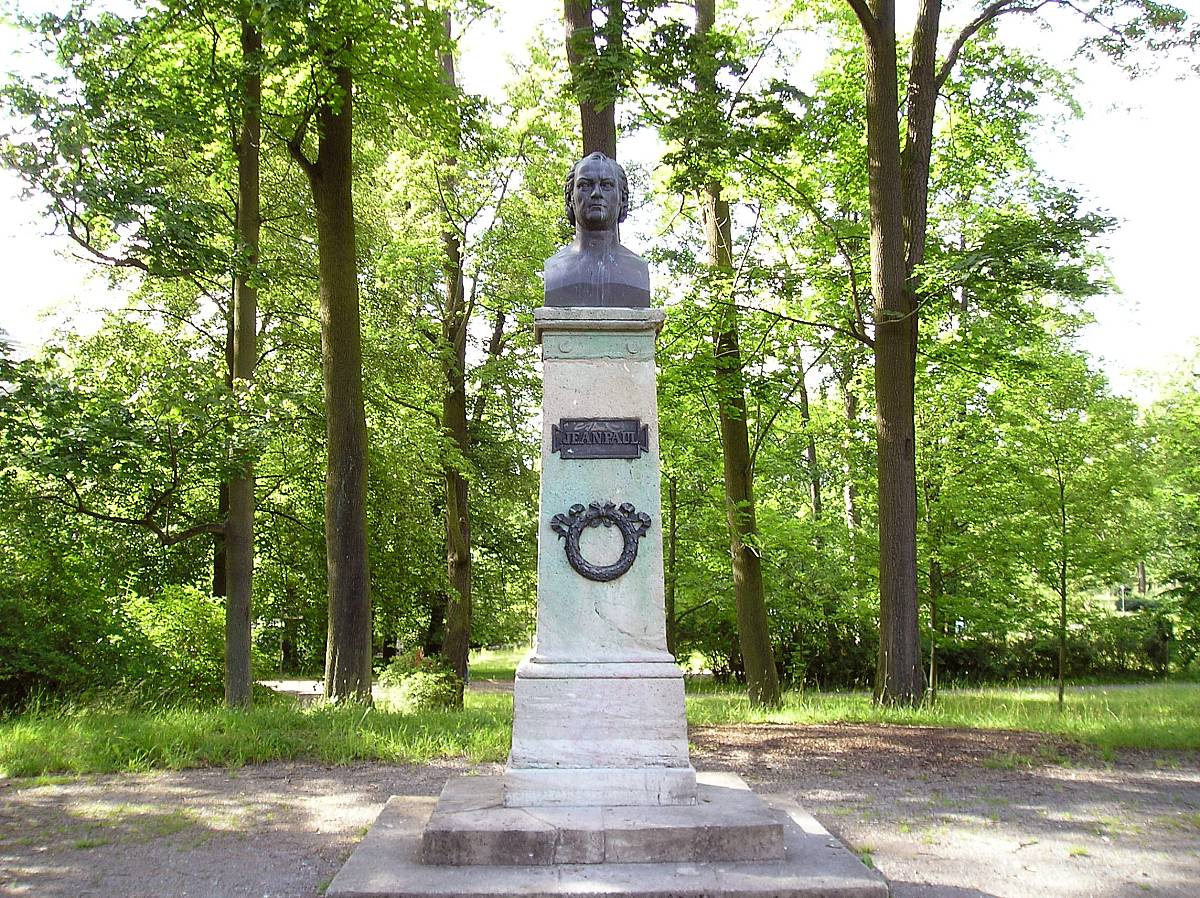
Denkmal für Jean Paul
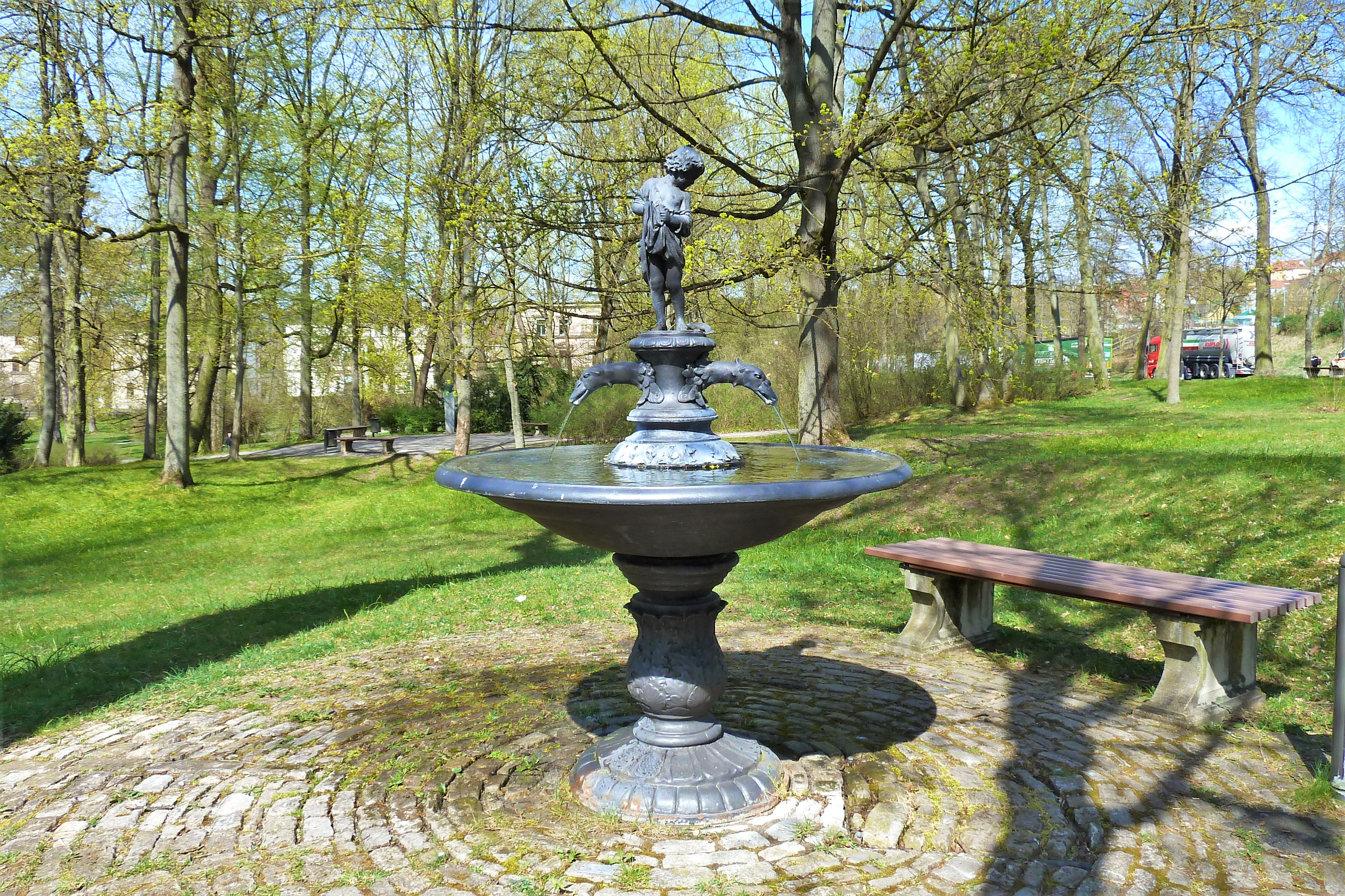
Fischknabenbrunnen

## Kultur und Freizeit

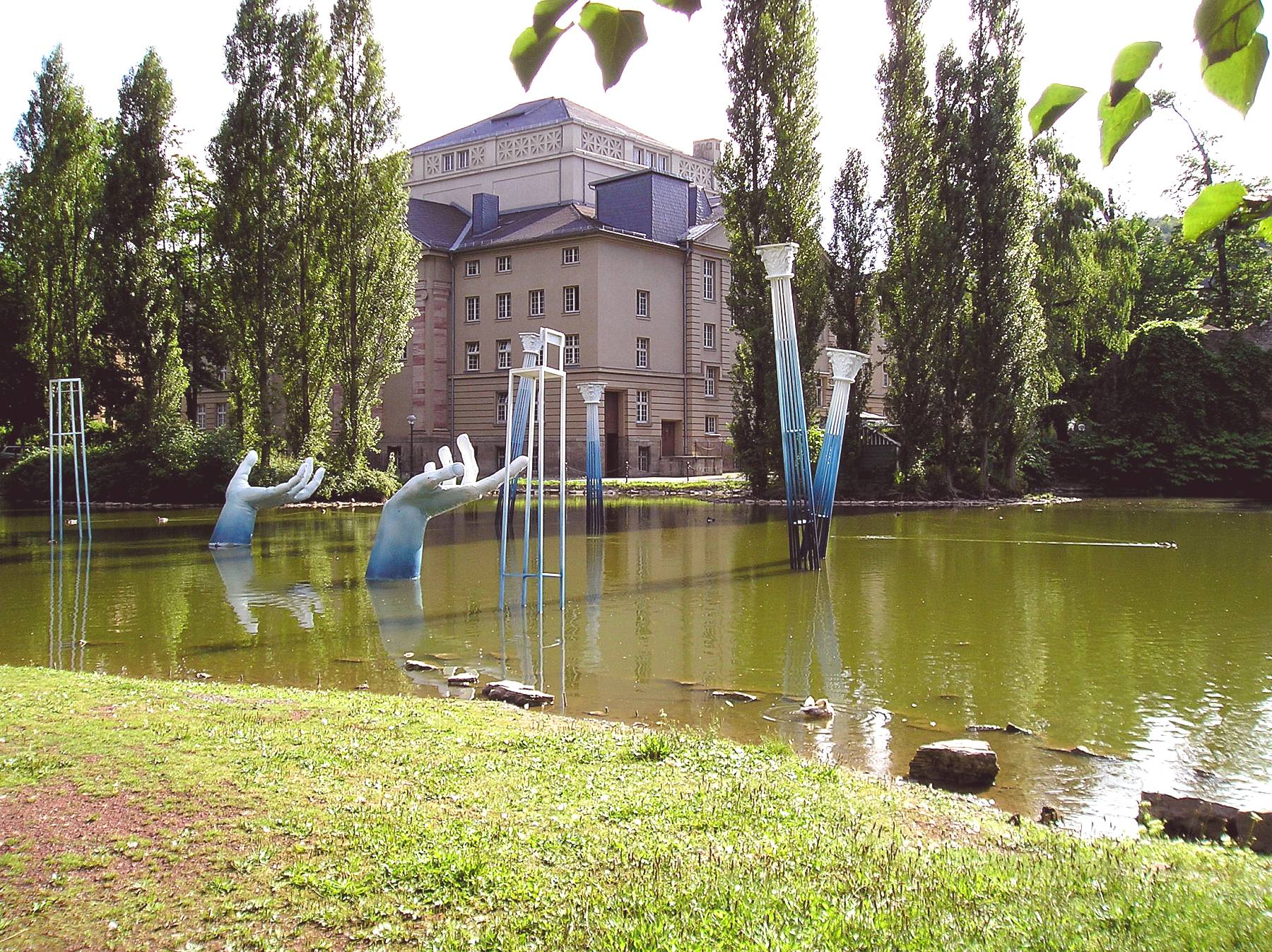
Kulissen für Faust II, 2007

Durch seine Lage mitten in der Stadt, umgeben von verkehrsreichen Straßen ist der Englische Garten ein Musterbeispiel für eine städtische „grüne Oase“, die von vielen Bürgern zur Entspannung genutzt wird. Das Meininger Theater feiert rund um den Großen Teich seine Sommernachtsbälle. Weiter führt es hier bei besonderen Anlässen Theaterstücke auf. So fand im Mai 2007 ein Teil der „Faust II“-Inszenierung am Großen Teich statt.